# Калюжний Андрій Іванович
Андрі́й Іва́нович Калю́жний (1888 , Хрестище, Костянтиноградський повіт, Полтавська губернія, Російська імперія  — невідомо ) — український радянський діяч, селянин, голова колгоспу. Депутат Верховної Ради УРСР 1-го скликання (1938–1947).

## Біографія
Народився 1888 року в багатодітній родині селянина-бадняка в селі Хрестище, тепер Берестинський район, Харківська область, Україна. З десятирічного віку наймитував у економії поміщика Мекленбург-Стреліцького.
З 1914 року служив у російській імператорській армії, учасник Першої світової війни. Під час бойових дій в Карпатах потрапив до австрійського полону, перебував у таборах для військовополонених. У 1919 році повернувся на Харківщину.
Працював у власному сільському господарстві, обирався членом сільської ради села Хрестище Красноградського району.
З 1929 року — колгоспник, бригадир колгоспу «Нове життя» села Хрестище Красноградського району Харківської області. Збирав високі врожаї пшениці та соняшника. Обирався делегатом Всесоюзного з'їзду колгоспників-ударників.
З 1937 року — голова колгоспу «Нове життя» села Хрестище Красноградського району Харківської області.
26 червня 1938 року обраний депутатом Верховної Ради УРСР 1-го скликання по Красноградській виборчій окрузі № 80 Харківської області.
Член ВКП(б) з 1939 року.
Під час німецько-радянської війни перебував у евакуації.
Станом на весну 1945 — літо 1946 року — голова колгоспу «Вільна праця» села Новомихайлівка Красноградського району Харківської області.

## Нагороди
- орден «Знак Пошани» (30.12.1935)